# Greta oto
Bướm Glasswing hay bướm cánh gương (danh pháp khoa học: Greta oto) là một loài bướm trong họ Nymphalidae, loài bướm từ lâu đã được biết tới trong tự nhiên là một trong những loài bướm kì dị nhất với đôi cánh trong suốt như pha lê.

## Đặc điểm
Nguyên nhân của hiện tượng cánh trong suốt này chính là nhờ cấu trúc bề mặt cánh của bướm Glasswing. Cánh loài bướm này có cấu trúc nano ngẫu nhiên, sắp xếp không theo một trật tự nhất định. Vì vậy khi ánh sáng Mặt trời chiếu tới, phần lớn các tia sáng sẽ lọt qua cấu trúc nói trên, dẫn tới hiện tượng cánh bướm vô hình. Bướm Glasswing sở hữu một cấu trúc cánh hoàn toàn hỗn loạn, tới mức đạt được hiệu ứng vô hình tạo một bước tiến hóa lớn giúp bướm Glasswing sống sót trong tự nhiên vì bướm càng có màu sắc, chúng càng dễ bị kẻ thù nhìn thấy và săn đuổi. 